# Trockenrasen Jamikow
Koordinaten: 53° 9′ 30″ N, 14° 10′ 52″ O
Der Trockenrasen Jamikow ist ein 81,82 ha großes Naturschutzgebiet im Landkreis Uckermark in Brandenburg. Es liegt südöstlich von und direkt anschließend an Jamikow, einen Ortsteil der Stadt Schwedt/Oder. 
Das Trockenrasengebiet steht seit dem 1. Februar 1997 unter Naturschutz.